# Cold Spring Harbor Laboratory

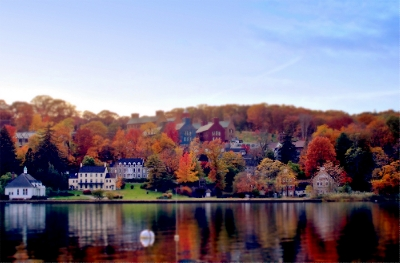
Cold Spring Harbor Laboratory

Il Cold Spring Harbor Laboratory (CSHL) è un'istituzione privata e senza fini di lucro i cui programmi di ricerca si focalizzano su cancro, neurobiologia, genetica, genomica e bioinformatica. La sua visione educativa è molto ampia e include anche la recentemente istituita Watson School of Biological Sciences (fondata nel 1998).
Vi lavorano oltre 400 scienziati. Nella sua storia vi hanno lavorato otto  premi Nobel.
Il CSHL è una delle istituzioni finanziate dal Cancer Centers Program of the National Cancer Institute (NCI). Dal 2013 ospita bioRxiv, l'archivio di articoli preprint per le scienze della vita.
Il centro si trova nel villaggio di Laurel Hollow, presso Oyster Bay, sulle sponde del porto di Cold Spring.

## Premi Nobel che hanno lavorato al CSHL
- Barbara McClintock
- Alfred Hershey
- Max Delbrück
- Salvador Luria
- Richard Roberts
- James D. Watson
- Francis Crick
- Carol W. Greider